# U-140号潜艇 (1940年)
U-140号（德語：U 140）是纳粹德国战争海军建造的十六艘II-D型近岸潜艇（或称U艇）之一。它由基尔的德意志造船厂承建，于1940年6月28日下水，至同年8月7日交付使用。第二次世界大战期间，该艇曾执行过三次巡逻作战，共计击沉同盟国或中立国的3艘商船和1艘军舰，累积总吨位为12,616吨。1945年5月5日，U-140号在威廉港自沉，残骸其后被打捞上岸拆解报废。

## 设计
II级潜艇是从一战中德意志帝国海军的UB级和UF级近岸潜艇发展而来。其外观尺寸小，造价便宜且易于生产，在很短时间内便能造好。这款艇具在设计上吸收了为芬兰海军定制的欧洲水鼬号的优点，是非常出色的训练艇。但由于它们体积较小，在海面上容易剧烈颠簸，因此也被德国人戏称为“独木舟”（Einbaum）。尽管如此，一些II级艇在训练任务与战斗行动中表现相当出色，许多II级艇的衍生型号也相继被建造出来。
U-140号是一款用于近岸水域作战的II-D型单壳体潜艇。与前型相比，它的司令塔更大、塔后部增加了高射炮发射平台，艇身外部壳体两侧还设计了醒目的鞍状水箱。鞍状水箱除了能利用在压载水舱和燃料箱中以提高活动半径之外，对于潜艇在暴风雨天气中的航行也有好处。艇只的全长43.97米、舷宽4.92米、高8.4米，并有3.93米的吃水深度，水上和水下排水量则分别增加至314吨和364吨。II-D型艇采用两台曼海姆发动机厂（MWM）生产的六缸四冲程350匹公制馬力（260千瓦特）柴油机用于水面运行，以及两台各配备36个AFA蓄电池组的205匹公制馬力（150千瓦特）西门子-舒克特（SSW）电动发电机用于水下航行；水面最高航速12.7節（23.5每小時），水下7.4節（13.7每小時）；能够在水面以8節（15每小時）航速续航5,650海里（10,460），或以4節（7.4每小時）连续在水下航行56海里（104）而无需充电。它采用双轴和两副直径为0.85米的螺旋桨，具备在80－150米的深度运行的能力，紧急下潜需时30秒。
武器装备方面，U-140号在艇艏内置有三具管径为533毫米的鱼雷发射管，呈倒三角形布置，其中左舷一具、右舷一具、底部的中线上还有一具；它们合共配备5枚G7型鱼雷，或可携带最多12枚TMA水雷。此外，该艇还搭载有一门20毫米30式高射炮作为甲板炮。其标准船员编制为3名军官及22名水兵。

## 历史
1939年9月25日，海军造舰局正式将十六艘II-D型潜艇（U-137至U-152号）的建造合同发包予基尔的德意志造船厂。其中U-140号于1939年11月16日开始铺设龙骨，1940年6月28日下水，至同年8月7日在前U-4号艇长、海军中尉汉斯-彼得·欣施的指挥下交付使用。完成海试后，该艇成为驻基尔的第1潜艇区舰队的一份子，先后司职训练艇和前线艇。同年底退出前线任务后，U-140号从1940年12月20日开始以教学艇身份换编至驻戈滕哈芬的第22潜艇区舰队。当苏德战争爆发时，它也曾一度被抽调作前线艇。随着苏联红军于1945年初发动东波美拉尼亚攻势，德国人被迫放弃戈滕哈芬基地，该艇遂跟随区舰队自1945年2月起移驻威廉港，继而从4月1日起继续以教学艇身份在同驻威廉港的第31潜艇区舰队服役。根据长期生效的“彩虹命令”，U-140号于同年5月5日与另外二十二艘德国U艇在威廉港四号入口的西侧掩体、即所谓的“雷德尔船闸”（Raederschleuse，53°31′N 08°09′E / 53.517°N 8.150°E）内自行凿沉——尽管该命令在一天前便由海军元帅卡尔·邓尼茨撤销。战后，它们于1945年10月10日至25日期间被英国人集中以炸药炸毁，艇只残骸继而被打捞上岸并拆解报废。
第二次世界大战期间，U-140号完成了三次巡逻，共计击沉同盟国或中立国的3艘商船和1艘军舰，累积总吨位为12,616吨。

### 作战巡逻
1940年11月20日，欣施率U-140号从基尔出发执行首次巡逻。横渡波罗的海后，该艇于11月24日在卑尔根停留以补充燃料和齿轮油，继而前往北大西洋和北海海峡以西游弋。在此期间，U-140号于12月3日21:42在托里岛西北偏北约20海里（37）处发现了从HX-90号护航船队中掉队的英国货船维多利亚城号（Victoria City，4,739总吨），遂向其发射了一枚鱼雷。鱼雷击中货船左舷的船桥下部，并于大约15秒内沉没，船上43人全数罹难。五天后，即12月8日，欣施又在托里岛西北击沉了芬兰籍的钢制三桅帆船槟城号（Penang，2,019总吨），后者当时正载着谷物从南澳的斯坦豪斯湾驶往爱尔兰的科夫，袭击共导致18名船员全数遇害。当天晚些时候，从SC-13号护航船队中掉队的英国货轮阿什克雷斯特号（Ashcrest，5,652总吨）发出求救信号，称其船舵在54°35′N 9°20′W / 54.583°N 9.333°W处断裂，需要协助。该信号被U-140号截获，欣施在晚上发现了停在那里的货轮，并于20:20发射了一枚鱼雷。它在水面上掠过并射失，于是五分钟后又发射了第二枚鱼雷，得以击中船桥下部，把阿什克雷斯特号炸成两半。船前部立即沉没，其余部分也在10分钟后沉没，船长、36名船员和一名炮手死亡。返航途中，U-140号也是经停卑尔根补充燃料。经过三十天近3,900海里（7,200）的航行后，该艇于12月20日返抵基尔。
海军中尉汉斯-于尔根·黑尔里格尔于1941年4月7日接替欣施担任艇长，他指挥了U-140号为配合德军“巴巴罗萨行动”而执行的最后两次作战巡逻，但仅在第三次巡逻中取得过一记战功。当时该艇于1941年7月7日从戈滕哈芬启航，受命前往波罗的海的萨雷马岛、希乌马岛和厄兰岛周边游弋。两周后，即7月21日06:55，苏联潜艇M-94号在卡拉那以南海域被黑尔里格尔发射的一枚鱼雷击中并沉没，而后者在07:06还用另一枚鱼雷袭击了第二艘苏联潜艇，但没有命中。第二艘潜艇是M-98号，不久之后便放出橡皮艇救起了失事潜艇的指挥官和两名幸存者。鱼雷命中时，他们一直在司令塔上，遂以为舱内的人都已阵亡，但M-94号却在浅水中沉没，艇艉呈60°角外露。这使8名官兵得以从主舱口离开，并被一艘小艇带上岸。

## 袭击历史摘要
| 日期          | 船名           | 船籍     | 吨位  | 结局 |
| ------------- | -------------- | -------- | ----- | ---- |
| 1940年12月2日 | 维多利亚城号   | 英国     | 4,739 | 击沉 |
| 1940年12月8日 | 槟城号         | 芬兰     | 2,019 | 击沉 |
| 1940年12月8日 | 阿什克雷斯特号 | 英国     | 5,652 | 击沉 |
| 1941年7月21日 | M-94号         | 苏联海军 | 206   | 击沉 |

## 脚注
1. ↑  威廉生，第6頁.
2. ↑  威廉生，第7頁.
3. ↑  日本海人社，第18, 94頁.
4. 1 2  Gröner 1991，第39–40頁.
5. 1 2 3  . U-Boot-Archiv.   [2023-12-20]. （原始内容存档于2023-09-25）.
6. ↑  Helgason, Guðmundur. . German U-boats of WWII - uboat.net.   [2023-12-20]. （原始内容存档于2008-12-01）.
7. 1 2  Helgason, Guðmundur. . German U-boats of WWII - uboat.net.   [2023-12-20]. （原始内容存档于2021-09-27）.
8. ↑  Helgason, Guðmundur. . German U-boats of WWII - uboat.net.   [2023-12-20]. （原始内容存档于2021-05-16）.
9. ↑  Helgason, Guðmundur. . German U-boats of WWII - uboat.net.   [2023-12-20]. （原始内容存档于2021-04-11）.
10. ↑  Helgason, Guðmundur. . German U-boats of WWII - uboat.net.   [2023-12-20]. （原始内容存档于2021-02-24）.
11. ↑  Helgason, Guðmundur. . German U-boats of WWII - uboat.net.   [2023-12-20]. （原始内容存档于2008-11-20）.
12. ↑  Helgason, Guðmundur. . German U-boats of WWII - uboat.net.   [2023-12-20]. （原始内容存档于2021-08-16）.